# Szentlőrinc vasútállomás
Szentlőrinc vasútállomás a Baranya vármegyei Szentlőrinc városában található vasútállomás, amelyet a MÁV üzemeltet. 

## Jellemzői
A város belterületének déli szélén fekszik, nem messze az 5805-ös út vasúti keresztezésétől keleti irányban; közúti elérését az abból kiágazó 58 302-es számú mellékút teszi lehetővé. Az átmenő-elágazó vasútállomást a Szentlőrinc–Sellye-vasútvonal a Budapest–Pécs-vasútvonallal és a Murakeresztúr–Szentlőrinc-vasútvonallal közösen használja.
Elnevezése a 20. század elején még Baranya-Szent-Lőrincz, máshol említve Szentlőrincz állomás volt. Felvételi épülete a Pécs-Barcs Vasút által használt szabványtervek szerint épült, ma is viszonylag jó állapotban van. A forgalmi irodát magában foglaló második épületet később emelték. Egyik oldalfalán 2000-ben emléktáblát helyeztek el a sellyei vasútvonal 105 éves fennállása alkalmából. A sellyei vonal kezdőpontját jelenti, az áthaladó két másik vonal közül a Pécsbánya-Rendező-Barcs vonalon a 237-es, a Kelenföld-Szentlőrinc vonalon pedig a 2059-es szelvénykő található az állomás térségében.

## Vasútvonalak
Az állomást az alábbi vasútvonalak érintik:
- Budapest–Pécs-vasútvonal
- Murakeresztúr–Szentlőrinc-vasútvonal
- Szentlőrinc–Sellye-vasútvonal

## Kapcsolódó állomások
A vasútállomáshoz az alábbi állomások vannak a legközelebb:
- Cserdi-Helesfa megállóhely (Budapest–Pécs-vasútvonal)
- Bicsérd vasútállomás (Budapest–Pécs-vasútvonal)
- Királyegyháza-Rigópuszta megállóhely (Szentlőrinc–Sellye-vasútvonal)
- Szentdénes megállóhely (Murakeresztúr–Szentlőrinc-vasútvonal)

## Forgalom

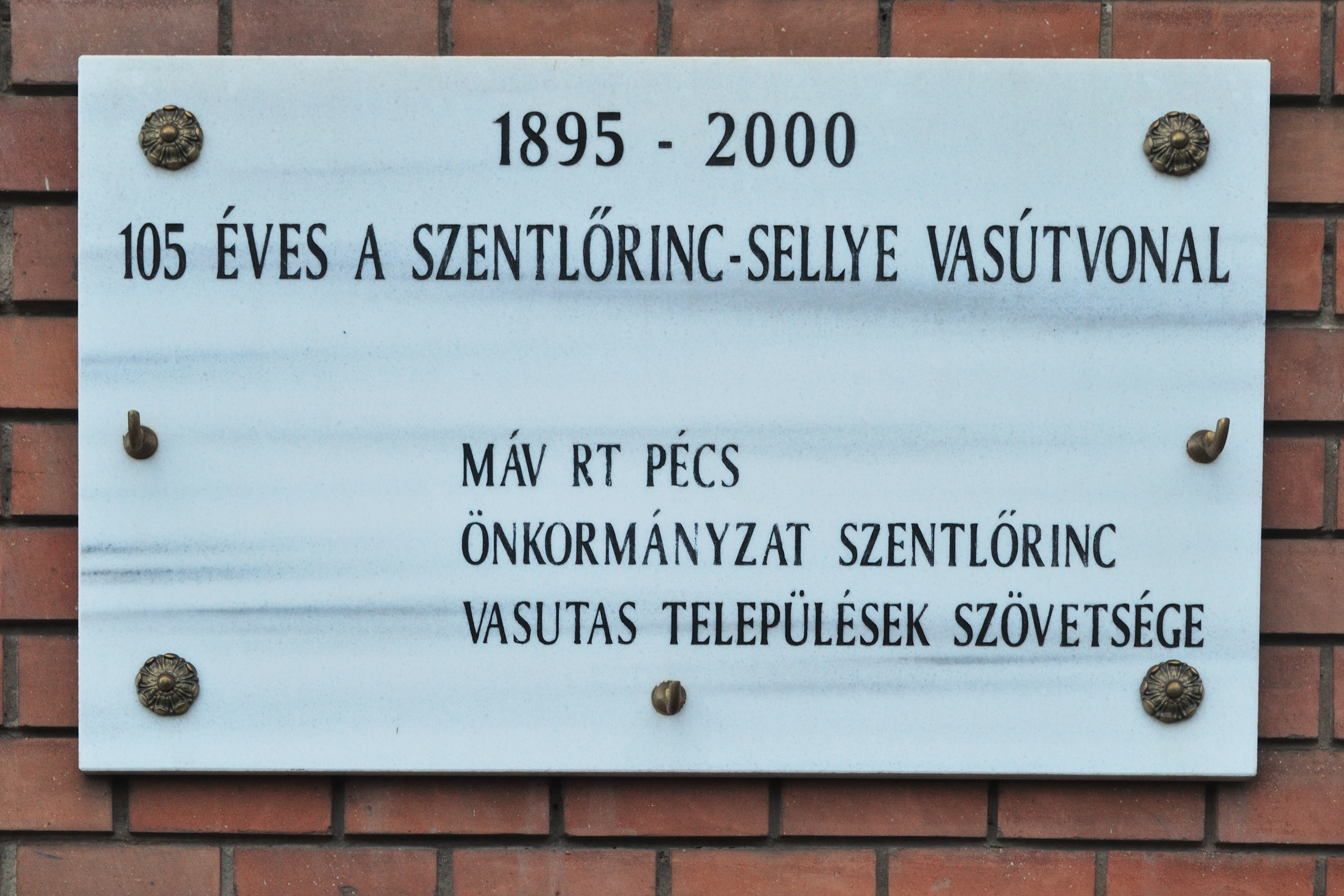
Emléktábla a szentlőrinci vasútállomáson a Szentlőrinc–Sellye-vasútvonal átadásának 105. évfordulójára

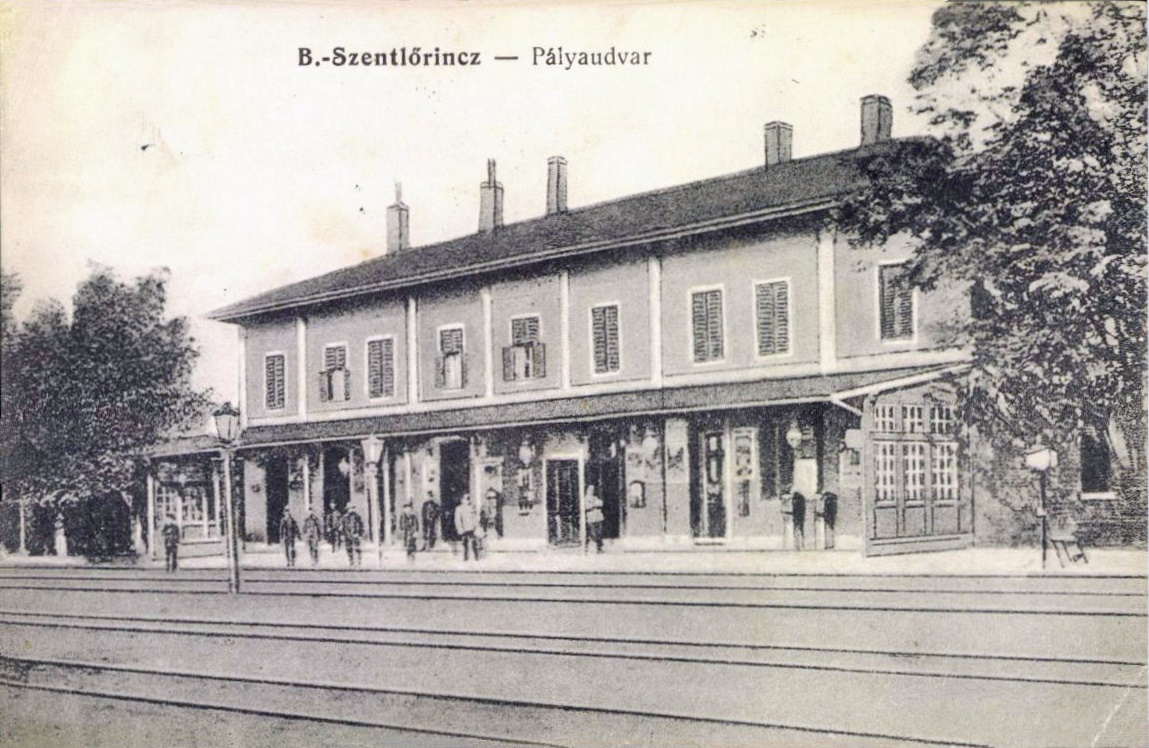
A vasútállomás 1910-ben régi képeslapon

| Járat                  | Útvonal | Gyakoriság                                  |
| ---------------------- | --- | ------------------------------------------- |
| személyvonat           | Dombóvár – Kaposszekcső – Vásárosdombó – Sásd – Godisa – Szatina-Kishajmás – Abaliget – Hetvehely – Bükkösd – Cserdi-Helesfa – Szentlőrinc – Bicsérd – Mecsekalja-Cserkút – Pécs | 2 óránként                                  |
| személyvonat           | Sellye – Kákics – Okorág-Kárászpuszta – Sumony – Gyöngyfa-Magyarmecske – Királyegyháza-Rigópuszta – Szentlőrinc | 2 óránként                                  |
| személyvonat           | Barcs – Barcs felső – Középrigóc – Darány – Kisdobsza – Nemeske – Molvány – Szigetvár – Nagypeterd – Szentdénes – Szentlőrinc – Bicsérd – Mecsekalja-Cserkút – Pécs | Napi 4-7 pár                                |
| személyvonat           | (Sopron – Sopronkövesd – Lövő – Bük – Salköveskút-Vassurány –) Szombathely – Püspökmolnári – Vasvár – Zalaszentiván (– Alsónemesapáti – Nagykapornak) – Búcsúszentlászló – Zalaszentmihály-Pacsa (– Pötréte) – Gelse – Nagykanizsa – Murakeresztúr (– Őrtilos) – Gyékényes – Berzence – Somogyudvarhely – Bélavár – Vízvár – Babócsa – Péterhida-Komlósd – Barcs – Darány – Szigetvár – Szentlőrinc – Pécs                                                                             | Napi 3-5 pár                                |
| személyvonat           | Nagykanizsa – Murakeresztúr – Őrtilos – Zákány – Gyékényes – Berzence – Somogyudvarhely – Bélavár – Vízvár – Babócsa – Péterhida-Komlósd – Barcs – Barcs felső – Középrigóc – Darány – Kisdobsza – Nemeske – Molvány – Szigetvár – Nagypeterd – Szentdénes – Szentlőrinc – Bicsérd – Mecsekalja-Cserkút – Pécs | Napi 1-2 pár                                |
| Fenyves sebesvonat     | Pécs – Szentlőrinc – Sásd – Dombóvár alsó – Kaposvár – Fonyód – Bélatelep – Alsóbélatelep – Balatonfenyves – Balatonfenyves alsó – Máriahullámtelep – Máriaszőlőtelep – Balatonmáriafürdő – Balatonberény – Balatonszentgyörgy – Keszthely | Nyáron napi 1 pár                           |
| Helikon InterRégió     | Győr – Győr-Gyárváros – Győrszabadhegy – Gyömöre-Tét – Szerecseny – Vaszar – Pápa – Celldömölk – Jánosháza – Sümeg – Tapolca – Balatonederics – Balatongyörök – Vonyarcvashegy – Gyenesdiás – Keszthely – Balatonszentgyörgy – Balatonberény – Balatonmáriafürdő – Balatonfenyves alsó – Balatonfenyves – Alsóbélatelep – Bélatelep – Fonyód – Lengyeltóti – Öreglak – Somogyvár – Pamuk – Osztopán – Somogyjád – Kapostüskevár – Kaposvár – Dombóvár alsó – Sásd – Szentlőrinc – Pécs | Hétvégén napi 1-2 pár                       |
| Pannónia InterRégió    | Szombathely (– Gyöngyöshermán – Sorkifalud – Szentléránt) – Püspökmolnári – Vasvár (– Pácsony – Győrvár – Egervár-Vasboldogasszony – Zalaszentlőrinc) – Zalaszentiván (– Búcsúszentlászló – Zalaszentmihály-Pacsa – Pötréte – Gelse) – Nagykanizsa – Murakeresztúr (– Őrtilos) – Gyékényes – Berzence (– Somogyudvarhely – Bélavár – Vízvár) – Babócsa – Barcs – Darány – Szigetvár – Szentlőrinc – Pécs                                                                               | 2 óránként                                  |
| Mecsek InterCity       | Budapest-Keleti – Budapest-Kelenföld – Sárbogárd – Dombóvár (– Sásd) – Szentlőrinc – Pécs | 2 óránként                                  |
| Zágráb Advent Expressz | Csak nemzetközi forgalomban vehető igénybe Zágráb és magyarországi állomások között. Pécs – Szentlőrinc – Dombóvár alsó – Kaposvár – Somogyszob – Gyékényes – Zagreb Glavni kolodvor (Zágráb) | Advent 3. vasárnapja előtti szombaton 1 pár |